# Denham Springs
Denham Springs est une ville de la paroisse de Livingston, en Louisiane, aux États-Unis,. La ville est connue sous les noms Amite Springs, Hill's Springs et Denham Springs. En 1828, William Denham, originaire du comté de Wilkinson, dans le Mississippi, épouse Mercy Hogue, la fille d'Alexander Hogue, et trois mois plus tard, il achète 640 acres appartenant à son beau-père.

## Source de la traduction
- (en) Cet article est partiellement ou en totalité issu de l’article de Wikipédia en anglais intitulé « Denham Springs, Louisiana » (voir la liste des auteurs).